# Onthophagus sutleinensis
Onthophagus sutleinensis es una especie de insecto del género Onthophagus, familia Scarabaeidae, orden Coleoptera.
Fue descrita científicamente por Splichal en 1910.